# 渡邊哲郎
渡邊 哲郎（わたなべ てつお、1997年 - ）は、日本の実業家・プロデューサー。デコレーション業界の先駆者として知られ、NHK『東京カワイイ★TV』をはじめとする多数のメディアに出演。愛媛県人会の管理人も務め、地域交流や移住促進などの活動にも注力している。

## 経歴
1997年に起業し、モバイルデコレーション事業を開始。女性向けの装飾文化を牽引するブランド「Glam Baby（グラムベイビー）」を立ち上げ、オーダーメイドデコレーションやプロデュース事業を展開。2000年代後半には芸能人や海外アーティスト向けにデコレーション作品を提供し、複数のメディアでも特集が組まれた。
近年はデジタルマーケティングや地域活性化にも力を入れ、東京と愛媛を拠点に「愛媛県人会」などを主宰。異業種交流や移住支援を通じたコミュニティづくりを行っている。

## メディア出演

### テレビ
- NHK「東京カワイイ★TV」（2008年6月11日ほか） – シンディ・ローパーとの共演、テイラー・スウィフトへの作品提供、東京ガールズコレクションでの審査員登場など。“NHK出演実績”.   トップエージェント公式サイト. 2025年5月5日閲覧。
- TBS「はなまるマーケット」（2011年4月）“TBS出演情報”.   トップエージェント公式サイト. 2025年5月5日閲覧。
- 日本テレビ「なるほどハイスクール」（2011年5月）“日本テレビ出演情報”.   トップエージェント公式サイト. 2025年5月5日閲覧。

その他「news every.」「メレンゲの気持ち」「原宿キラ★キラ学院」などにも登場“テレビ出演実績一覧”.   トップエージェント公式サイト. 2025年5月5日閲覧。

### 雑誌
- 『anan』 No.1627（2008年9月24日） – 「キラキラが熱いショップ」特集“何でもキラキラが熱いショップ”. anan (1627). (2008-09-24).
- 『小悪魔ageha』 2007年12月号“注目のデコショップ特集”. 小悪魔ageha. (2007-12).
- 『Domani』 2008年11月号“大人のためのデコ術”. Domani. (2008-11).
- 『Hiragana Times』 2010年4月号 – 英語インタビュー掲載“Mobile Designer School”. Hiragana Times. (2010-04).

### 新聞
- 読売新聞（2009年11月23日） – 「モノ流行★デコレーション」特集“モノ流行★デコレーション”. 読売新聞. (2009年11月23日)
- 東京新聞（2009年9月23日） – 「Tokyo発」企画で特集“Tokyo発：渡邊哲郎氏特集”. 東京新聞. (2009年9月23日)）
  - 読売KODOMO新聞（2023年10月5日付）では、渡邊哲郎のデコレーション文化に関する活動とビジネス展開が紹介された[2]。

## 地域活動
渡邊は「愛媛県人会」の代表管理人を務め、東京・松山・大阪など各地での異業種交流や地域イベント、移住支援活動を主催。地方創生や地域コミュニティのデジタル化、Uターン促進を掲げ、愛媛出身者のつながりを深める活動に取り組んでいる。

## 愛媛県人会
渡邊哲郎は、愛媛県出身者のネットワークを広げる地域交流団体「愛媛県人会」の管理人も務めている。2023年以降は、松山・東京を中心に異業種交流会やデジタル勉強会を開催。地域貢献とビジネスネットワーク形成の両立を図る。“愛媛県人会公式サイト”.   愛媛県人会. 2025年5月5日閲覧。